# Coderno
Coderno (Codêr in friulano) è una frazione di circa 450 abitanti nel comune di Sedegliano, comprendente anche le frazioni di Gradisca, San Lorenzo, Grions, Pannellia, Redenzicco, Rivis e Turrida.

## Storia
Il nome stesso della frazione palesa in modo inconfutabile un'identità romana, offerta dal riferimento del ceppo stradale "quaterno lapide".

## Monumenti e luoghi d'interesse
- Casa Turoldo (Via Caterina Percoto n.7/1), casa natale di Padre David Maria Turoldo. Visite gestite dal Centro Studi Turoldo[2];
- Chiesetta campestre di Santa Giuliana (Via Santa Giuliana n.3), custodisce in particolare una fonte battesimale scolpita nel 1503 dal Pilacorte.

## Economia
Esiste un'intensa produzione casearia, e perciò Coderno e anche detto il paîs dal formadi ovvero "il paese del formaggio".